# بیوپلاستیک

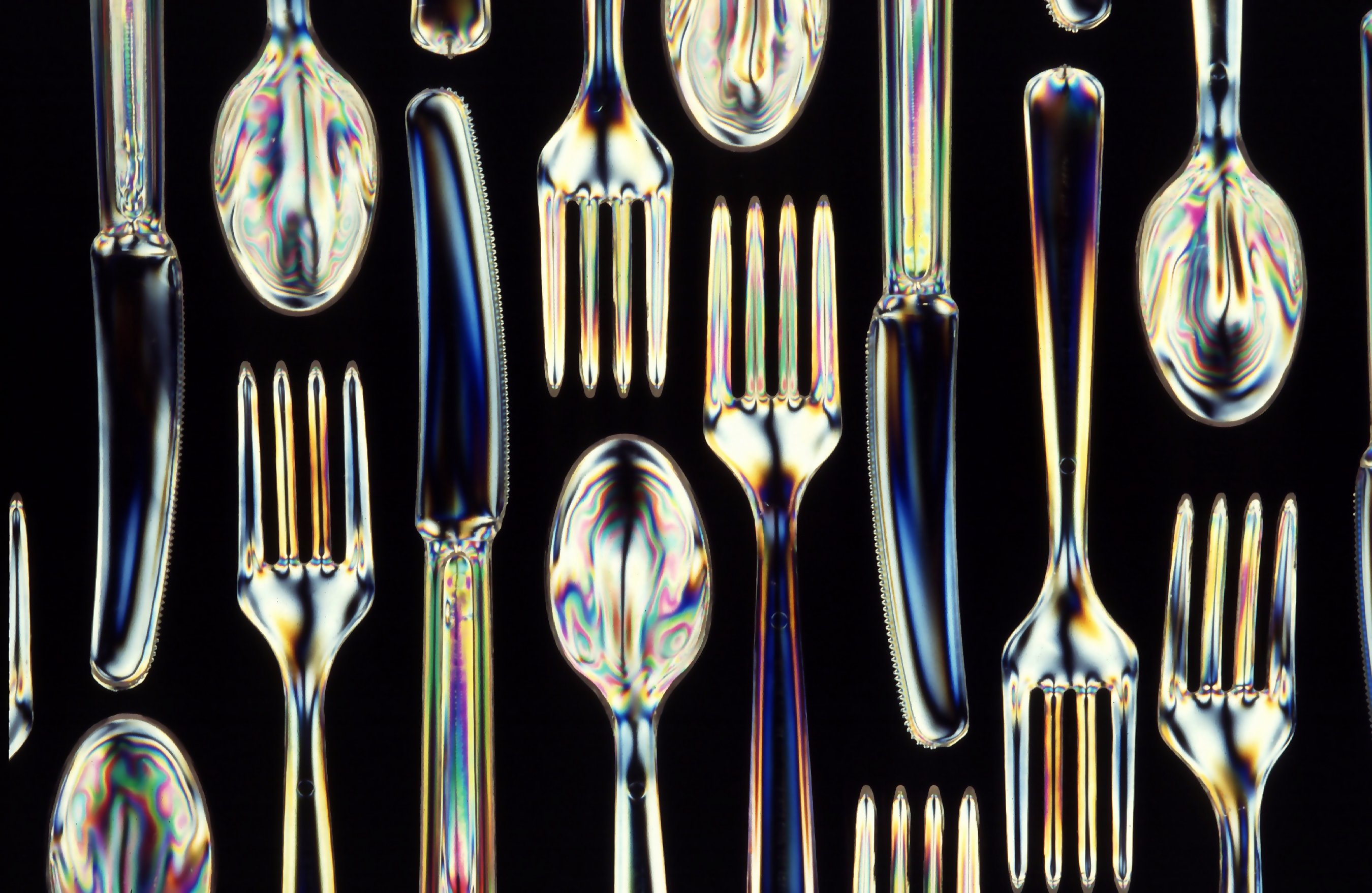
قاشق و چنگال ساخته شده از پلاستیک‌های زیست تخریب پذیر

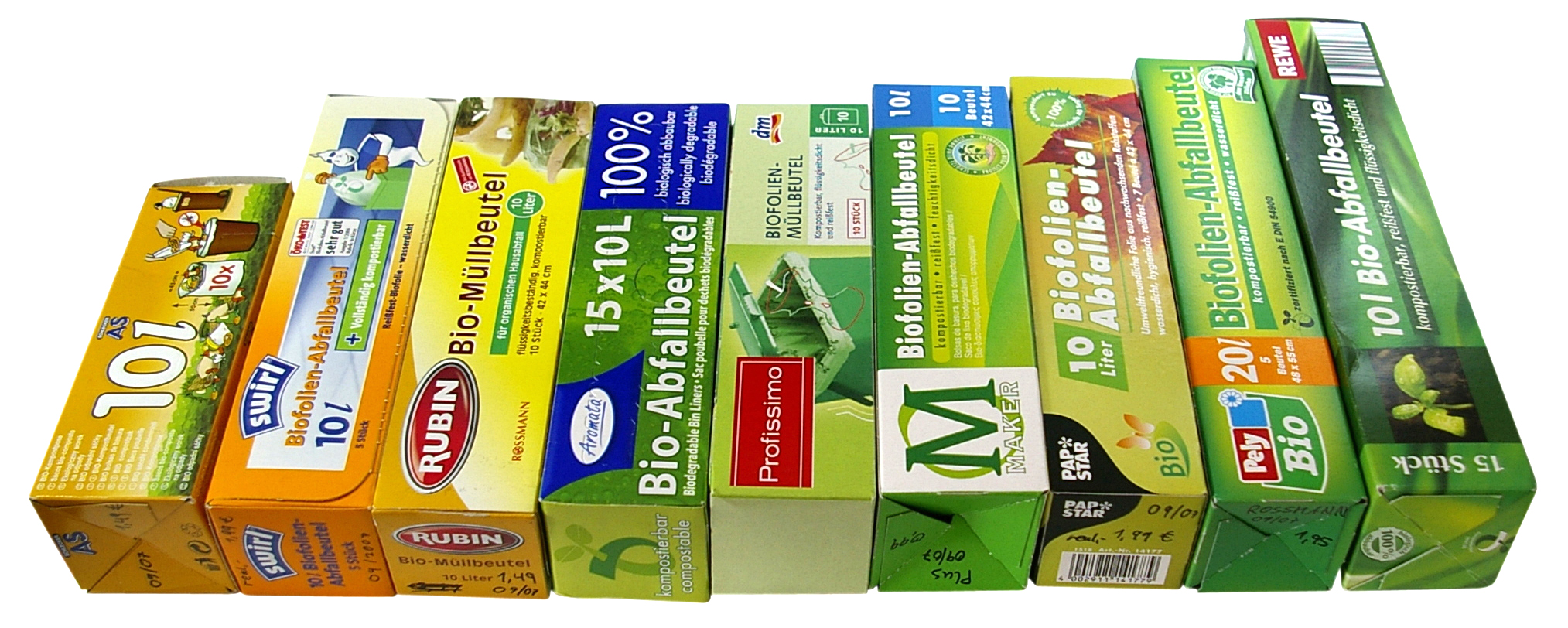
بسته‌بندی پلاستیکی ساخته شده از پلاستیک‌های زیستی و سایر پلاستیک‌های زیست تخریب پذیر

بیوپلاستیک‌ها یا زیست‌پلاستیک‌ها (به انگلیسی: Bioplastic) مواد پلاستیکی هستند که از منابع زیست‌توده تجدیدپذیر، مانند روغن‌ها و چربی‌های گیاهی، نشاسته ذرت، کاه، خرده چوب، خاک اره، ضایعات مواد غذایی بازیافت شده و غیره تولید می‌شوند. بیوپلاستیک را می‌توان از محصولات جانبی کشاورزی و همچنین از بطری‌های پلاستیکی استفاده شده و سایر ظروف با استفاده از میکروارگانیسم‌ها تهیه کرد. پلاستیک‌های متداول مانند پلاستیک‌های سوخت-فسیلی (که پلیمرهای پایه نفتی نیز خوانده می‌شوند) از نفت یا گاز طبیعی ساخته می‌شوند. تولید این نوع از پلاستیک نه تنها در روند تولیدشان به طبیعت آسیب می‌رسانند، بلکه در روند بازگشت به طبیعت بازه زمانی بسیار طولانی خواهند داشت که آسیب‌های زیست‌محیطی زیادی در پی دارد. از دلایل اصلی روند طولانی تجزیه این مواد، طول بلند زنجیره‌های ملکولی و قوی بودن پیوند میان واحدهای سازنده پلیمر(مونومر Monomer) می‌باشد. دانشمندان با ارائه راه حل تولید پلاستیک‌های زیستی مشکلات زیادی را در این زمینه حل کرده‌اند. بدین صورت که تجزیه و روند برگشت این نوع پلاستیک‌ها در طبیعت بسیار سریع تر می‌باشد.
طبق آخرین داده‌های منتشر شده در سال ۲۰۲۰ پلاستیک‌های زیستی حدود ۱ درصد از بیش از ۳۵۹ میلیون تن پلاستیک تولید شده در سال را تشکیل می‌دهند. این در حالی است که با افزایش تقاضا و ظهور پلاستیک‌های زیستی جدید، بازار این نوع پلاستیک‌ها به‌طور مداوم در حال رشد و افزایش تنوع می‌باشد.

## کاربردها
پلاستیک‌های تجدیدپذیر برای مواد پلاستیکی یک‌بار مصرف استفاده شده‌اند. مثل بسته‌بندی، ظروف سفالی، قاشق، چنگال و چاقوسازی، گلدانها، کاسه و لگن‌های پلاستیکی و نی‌های نوشیدنی.

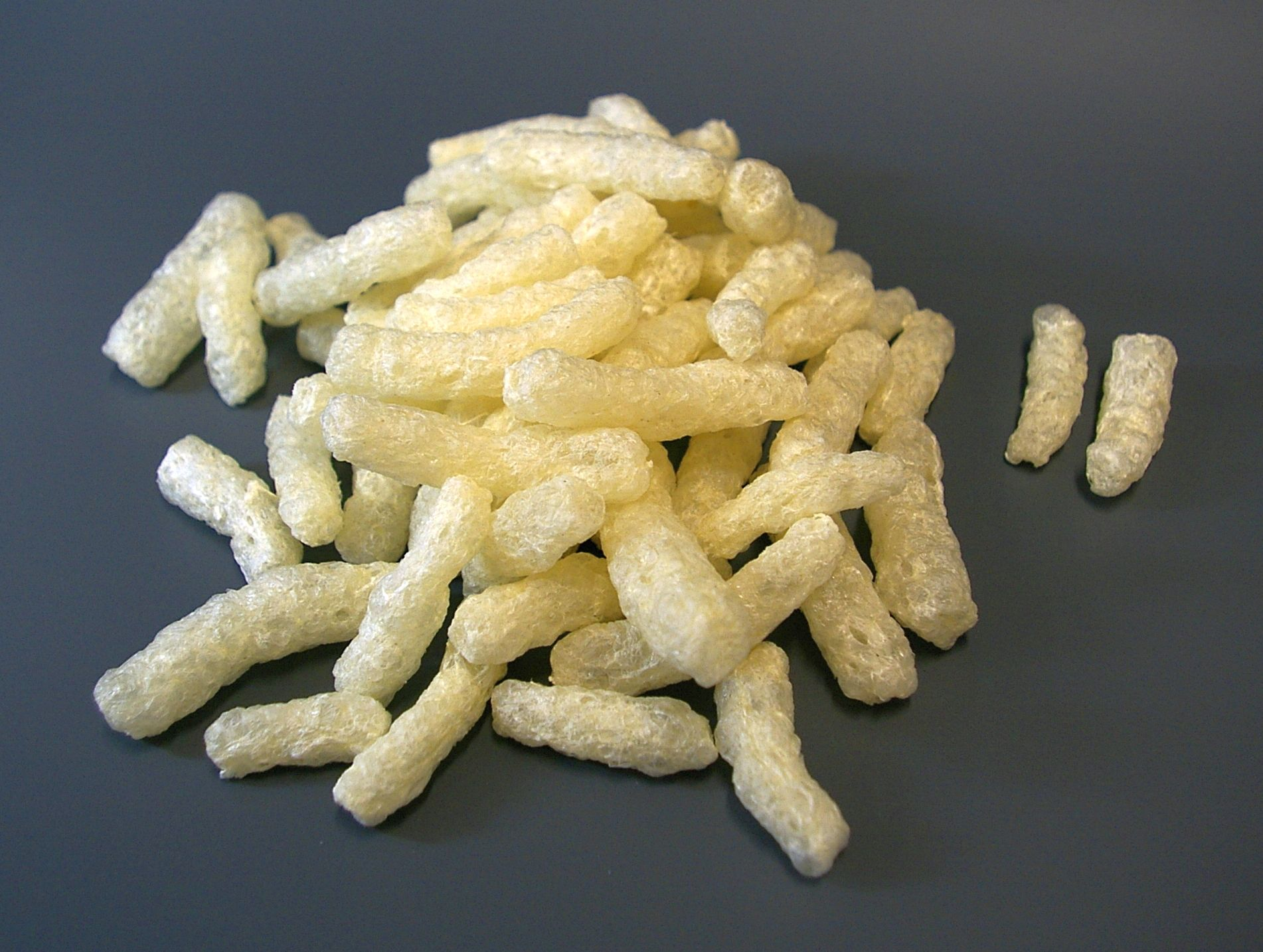
بادام زمینی بسته‌بندی شده به وسیله پلاستیک‌های بیوپلاستی (نشاسته ترموپلاستیک)

کاربردهای تجاری کمی برای پلاستیک‌های تجدیدپذیر وجود دارد. به‌طور کلی آنها می‌توانند جایگزین پلاستیک‌های ساخته شده از مشتقات نفتی شوند، هرچند قیمت تمام شده و کارایی شان مشکل ساز است. در حقیقت استفاده از پلاستیک‌های زیستی از نظر اقتصادی مطلوب است، اگر توسط قانون‌های خاصی که مصرف پلاستیک‌های متعارف را محدود می‌کنند حمایت شوند.
نمونه بارز آن کشور ایتالیا است که از سال ۲۰۱۱ با یک قانون، استفاده از پلاستیک‌ها و نایلکس‌های تجدیدپذیر اجباری شد. غیر از ساختار مواد تشکیل دهنده امید می‌رود پلاستیک‌های تجدید پذیر، که از پلیمرهای فعال الکتریکی ساخته شده‌اند هم بتوانند جریان الکتریکی را عبور دهند.
پلیمرهای تجدیدپذیر به عنوان روکش برای کاغذ، جایگزین روکش‌های معمول مشتق شده از مواد نفتی و پتروشیمی در دسترس هستند.

## انواع پلاستیک‌های زیستی

#### پلاستیک‌های نشاسته ای

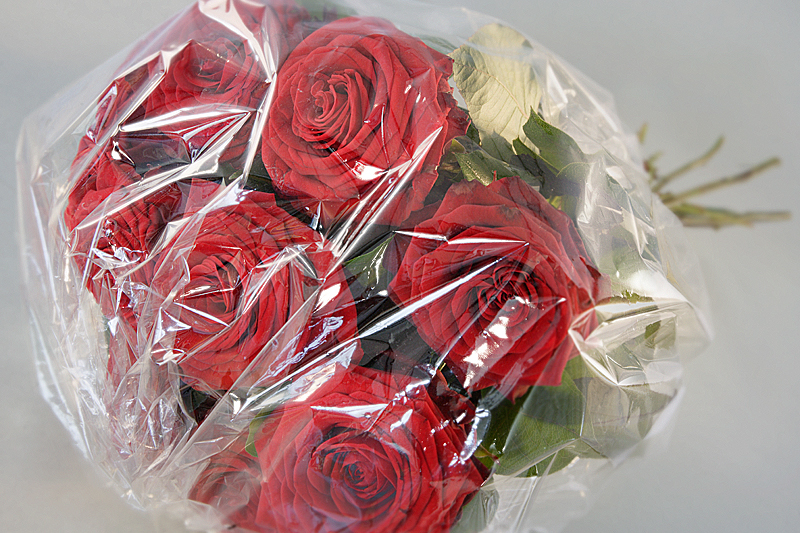
بسته‌بندی گل، ساخته شده از ترکیب زیستی و انعطاف‌پذیر PLA

پلاستیک‌های نشاسته ای حرارتی که در حال حاضر نشانه استفاده گسترده از پلاستیک‌های تجدید پذیر هستند، حدود ۵۰ درصد از بازار پلاستیک‌های تجدیدپذیر را تشکیل می‌دهند. ورقه‌های ساده پلاستیک‌های نشاسته ای می‌توانند در خانه، با نشاسته ژلاتینی شده و ریخته‌گری محلول ساخته شود.نشاسته خالص قادر به جذب رطوبت است در نتیجه یک ماده مناسب برای تولید کپسول‌های دارویی توسط بخش داروسازی است. هرچند پلاستیک‌های تجدید پذیر بر پایه نشاسته خالص، ترد و شکننده هستند. خمیر کننده‌های ژلاتینی مثل گلیسرول گلیکول و سوربیتول می‌توانند به ماده اضافه شوند، در نتیجه نشاسته می‌تواند به صورت حرارتی عمل آورده شود. از ویژگی پلاستیک‌های نشاسته‌های حرارتی این است که می‌توانند، با تنظیم مقدار مواد افزودنی، برای اهداف مشخصی سفارشی شوند.
تکنیک‌های ساخت پلیمرهای رایج می‌توانند برای فرایند تبدیل نشاسته به پلاستیک تجدیدپذیر مورد استفاده قرار گیرند. مثل ریخته‌گری تزریقی، ریخته‌گری فشاری و ریخته‌گری محلول که کیفیت پلاستیک‌های تجدیدپذیر نشاسته‌ای شدیداً تحت تأثیر نسبت آمیلوز به آمیلوپکتین است.
عموماً نشاسته با درجه آمیلوز بیشتر به کیفیت مکانیکی بهتری ختم می‌شود. هر چند نشاسته با آمیلوز بالا عمل‌آوری کمتری دارد، به جهت ژلاتینی شدن در درجه حرارت بالا و غلظت مذاب بالاتر مناسب تر است.
پلاستیک‌های تجدید پذیر نشاسته ای معمولاً با پلیمرهای زیست تجدید پذیر ترکیب می‌شوند. برای تولید اسید پلی لاکتیک و اسید نشاسته و پلی کپرولاکتون یا اکوفلکس این ترکیبات برای کاربردهای صنعتی استفاده می‌شود همچنین خاصیت کود شدن را دارد. محصولات دیگر مثل گیاه روکوئید ترکیبات دیگر نشاسته ای را بوجود آورده است.
این ترکیبات زیست تجزیه پذیر نیستند، اما نسبت به پلاستیک‌های نفتی و پتروشیمی اثر کربنی کمتری دارند و برای کاربردهای مشابه استفاده می‌شوند. به خاطر خاستگاه مواد خام، نشاسته ارزان، فراوان و تجدید پذیر است. پلاستیک‌های نشاسته ای ترکیبات پیچیده‌ای از نشاسته با پلیمرهای تجدیدپذیر یا پلاستیک‌های قابل کود شدن هستند.
این ترکیبات پیچیده مقاومت رطوبتی را افزایش می‌دهند و به همین ترتیب عمل آوری و خواص مکانیکی را بهبود می‌بخشند. ورقه‌های نشاسته‌ای که بیشتر برای بسته‌بندی استفاده می‌شوند، اکثراً از ترکیب نشاسته و پلی استرهای حرارتی تشکیل شده‌اند و محصولات تجزیه شدنی را شکل می‌دهند.
این ورقه‌ها به ویژه در بسته‌بندی کالاها، پوشش مجله‌ها و ورقه‌هایی برای بسته‌بندی غذا که در نانوایی و بسته‌بندی میوه و سبزی دیده می‌شوند استفاده می‌شود. به علاوه ورقه‌های نشاسته‌ای جدید که توسط دانشمندان محقق کشاورزی ساخته شده حتی به عنوان کاغذ هم استفاده می‌شوند. نانوکامپوزیت‌های نشاسته‌ای هم به‌طور گسترده تحت مطالعه است که افزایش خواص مکانیکی، پایداری حرارتی، مقاومت رطوبتی و خاصیت جداسازی بخار را به نمایش می‌گذارد.

#### پلاستیک‌های سلولزی

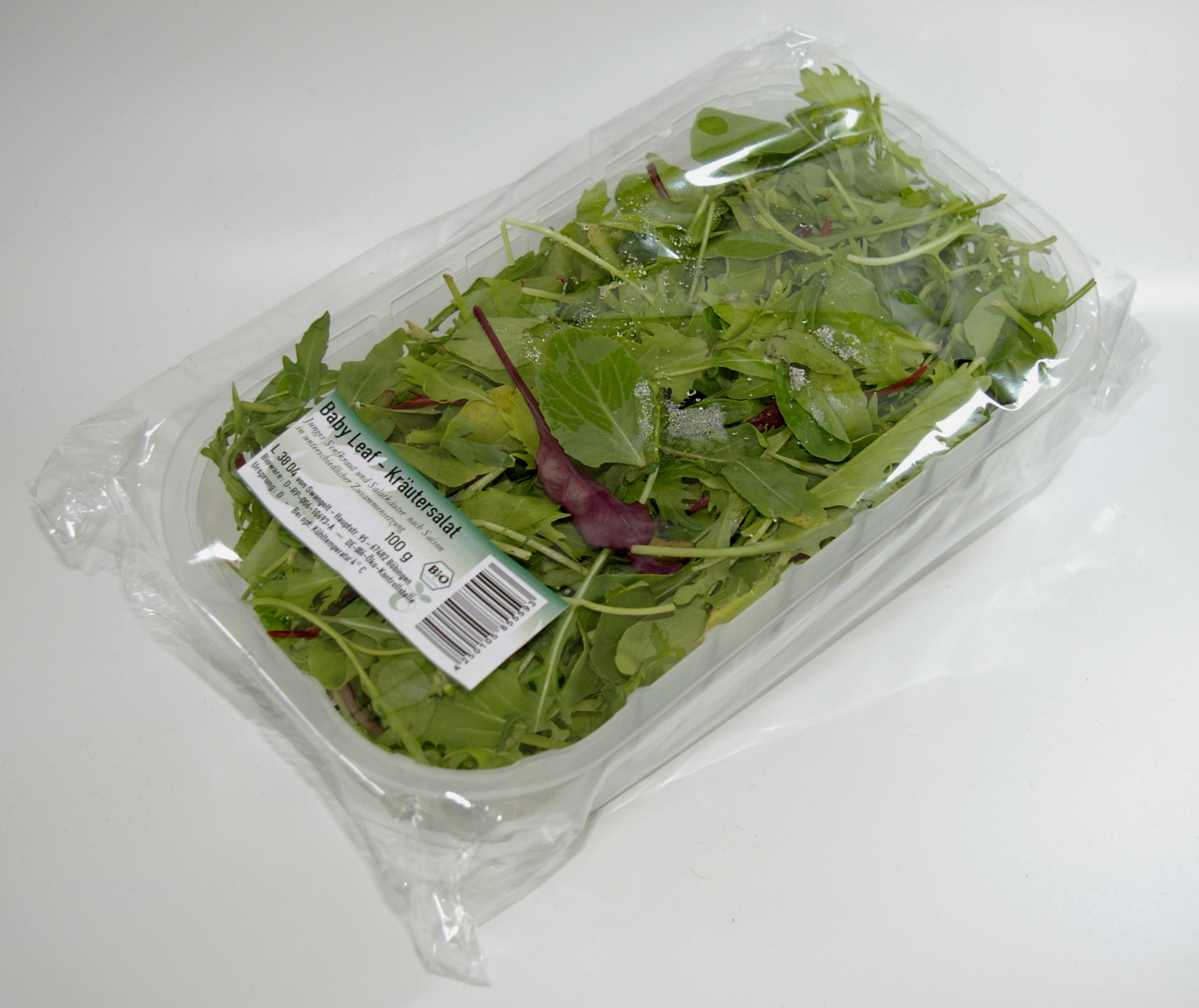
یک جعبه پلاستیکی بسته‌بندی ساخته شده از استات سلولز، یک پلاستیک تجزیه پذیر

پلاستیک‌های تجدید پذیر سلولزی اساساً استرهای سلولزی هستند (که شامل استات سلولز و نیتروسلولز هستند) و مشتقاتش آن شامل سلولوئید است.
سلولز می‌تواند وقتی که به شدت تغییر کند تبدیل به پلاستیک حرارتی شود. یک نمونه از آن استات سلولز است که گران‌قیمت بوده در نتیجه به ندرت برای بسته‌بندی استفاده می‌شود. هرچند فیبرهای سلولزی که به نشاسته اضافه شده‌اند می‌تواند خواص مکانیکی نفوذپذیری گازی و مقاومت رطوبتی ناشی از کمتر آبگریز بودن نسبت به نشاسته را افزایش دهد. یک گروه در دانشگاه شانگهای توانست یک پلاستیک سبز نو ظهور سلولوزی از طریق متد پرس گرم تولید کند.

#### پلاستیک‌های پروتئینی
پلاستیک‌های تجدید پذیر می‌توانند از پروتئین با منابع مختلف ساخته شوند. برای مثال گلوتن گندم و کازئین (پروتئین اصلی شیر) ویژگی‌های امید بخشی را به عنوان مواد اولیه، برای تولید پلیمرهای زیستی تجدیدپذیر ارائه می‌دهند.
پروتئین سویا به عنوان یک منبع دیگر ساخت پلاستیک تجدید پذیر مورد توجه قرار گرفته است. پروتئین سویا بیش از ۱۰۰ سال است که برای ساخت و تولید پلاستیک مورد استفاده قرار گرفته است. برای مثال پنل‌های بدنه ماشین فورد از پلاستیک سویا ساخته شده بود.
برای استفاده از پلاستیک‌های پروتئینی به خاطر حساسیت رطوبتی و قیمت نسبتاً بالا مشکلاتی وجود دارد، بنابراین تولید ترکیبات پروتئین سویا با پلی استرهای زیست تجدید پذیر موجود، حساسیت رطوبتی را افزایش و قیمت را تعدیل می‌کند.

#### برخی پلی استرهای آلیفاتیک (aliphatic polyesters)
پلی استرهای تجدیدپذیر آلیفاتیک، پلی هیدروکسی آلکانوات هستند (PHAs) مانند پلی هیدروکسی بوتیرات (PHB)، پلی هیدروکسی وارلات (PHV)، پلی هیدروکسی هگزانات(PHH) می‌باشند.

##### اسید پلی لاکتیک(PLA)

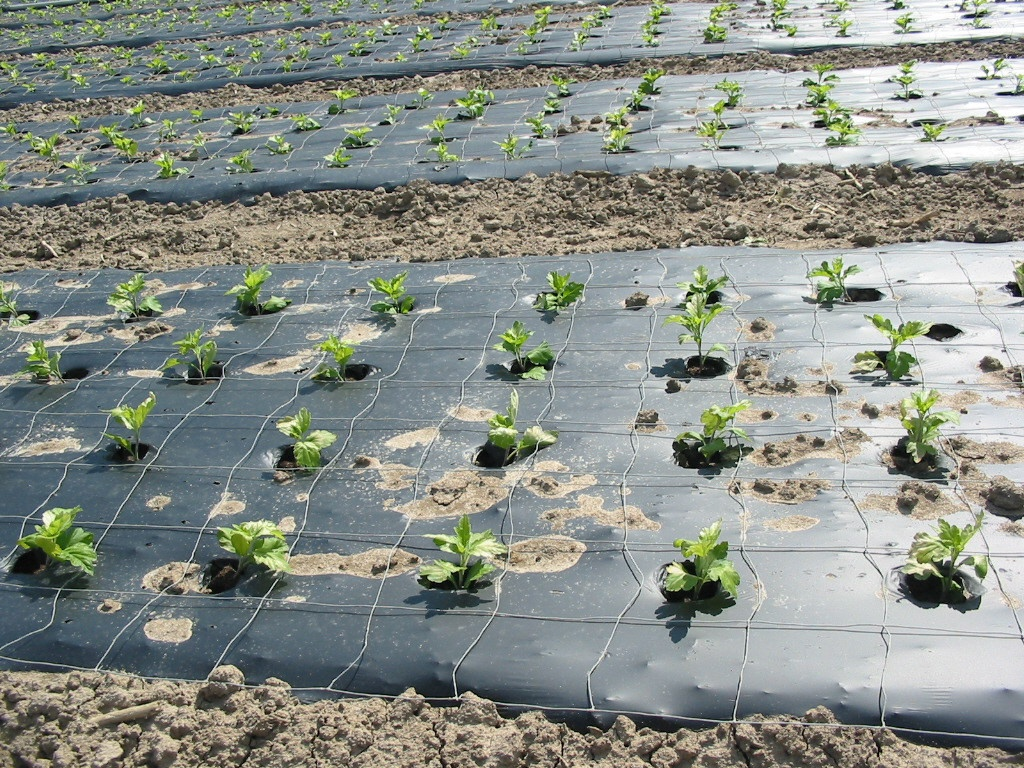
ورقه پلاستیکی ساخته شده از اسید پلی لاکتیک PLA

یک پلاستیک شفاف است که از ذرت یا گلوکز(دکستروز) ساخته شده است. ظاهراً شبیه به پلاستیک‌های رایج مشتق شده از مواد نفتی و پتروشیمی است (مانند PS). فایده مشخصی که دارد، تجزیه کردن به محصولات غیر سمی است. متأسفانه این بیانگر استحکام ضربه ای، استحکام گرمایی و خواص حفاظتی (مسدود شدن هوای انتقالی در غشا) کمتر است. PLA و ترکیبات PLA عموماً شکلی از برآمدگی‌ها با خواص مختلف را تولید می‌کنند و در صنعت تولید پلاستیک برای تولید ورقه‌ها فیبرها و ظروف پلاستیکی فنجان و بطری‌ها استفاده می‌شوند. PLA همین‌طور رایج‌ترین نوع از رشته پلاستیکی است که برای مدل‌سازی رسوب مذاب خانگی استفاده می‌شود.

##### پلی تری هیدروکسی بوتیرات(Poly-3-hydroxybutyrate)
پلیمر تجدیدپذیر پلی تری هیدروکسی بوتیرات (PHB) یک پلی استر است، که از یک فرایند باکتریایی مشخص گلوکز نشاسته ذرت یا فاضلاب تولید می‌شود. خواص آن شبیه به پلی پروپلین‌های پلاستیک‌های مشتقات نفت و پتروشیمی است. محصولات PHB هر روزه در حال افزایش است. برای نمونه صنایع شکر سازی آمریکای جنوبی تصمیم دارد محصولات PHB را در مقیاس صنعتی گسترش دهد. PHB اساساً به خاطر خواص فیزیکی شهرت دارد. آنها می‌توانند به شکل ورقه شفاف با نقطه ذوب بالاتر از ۱۳۰ درجه سلسیوس که تجدیدپذیر و بدون پسماند و تفاله است، عمل آیند.

#### پلی هیدروکسی آلکانوات(Polyhydroxyalkanoates)
پلی هیدروکسی آلکانوات‌ها پلی استرهای خطی هستند که در طبیعت توسط تخمیر باکتریایی شکر یا لیپیدها تولید می‌شوند. آنها توسط باکتری، برای ذخیره کربن و انرژی تولید می‌شوند. در محصولات صنعتی، پلی استر از باکتری به واسطه بهینه‌سازی شرایط برای تخمیر شکر استخراج و عصاره‌گیری می‌شود. بیش از ۱۵۰ مونومر متفاوت برای تولید موادی با خواص بسیار متفاوت می‌توانند با این خانواده ترکیب شوند. PHA خاصیت چکش خواری بیشتر و خاصیت کشسانی کمتری نسبت به دیگر پلاستیک‌ها دارد و همین‌طور تجدیدپذیر هم می‌باشد. این پلاستیک‌ها به‌طور گسترده در صنعت پزشکی کاربرد دارند.

#### پلی آمید ۱۱ (Polyamide 11)
PA11 یک پلیمر تجدیدپذیر است که از روغن طبیعی مشتق می‌شود. هم چنین تحت نام تجاری Roldan B توسط Arkema تجاری شده است. PA11 متعلق به خانواده پلیمرهای فنی-تخصصی است و تجدید پذیر نیست. خواص آن شبیه به PA12 می‌باشد؛ هر چند انتشار گازهای گلخانه‌ای و مقاومت حرارتی آن از PA12 بهتر است. از آن در محصولات با کارایی و بازده بالا استفاده می‌شود، مانند خطوط سوخت رسانی اتومبیل، سیستم ترمز بادی نیوماتیک، لوله‌های انعطاف‌پذیر سوخت و روغن، مراکز کنترل سیال، کفش‌های ورزشی، قطعات ابزار الکترونیکی و سوندهای پزشکی.
یک پلاستیک مشابه پلی آمید 410 (PA410) هست که تحت نام تجاری EcopaXX توسط DSM تجاری سازی شده است و ۷۰ درصد از روغن کرچک مشتق شده است. PA410 یک پلی آمید با کارایی بالا از است که ترکیبی از مزیت‌های نقطه ذوب بالا (تقریباً ۲۵۰ درجه سلسیوس)، جذب رطوبت پایین و مقاومت عالی نسبت به مواد شیمیایی مختلف را شامل می‌شود.

#### پلی‌اتیلن تجدیدپذیر(Bio-derived polyethylene)
بخش اصلی ساختمان پلی اتیلن، اتیلن است. از لحاظ شیمیایی به اتانول شبیه است و می‌تواند از آن مشتق شود. می‌تواند از تخمیر مواد خام کشاورزی مثل نیشکر یا ذرت تولید شود. پلی اتیلن تجدید پذیر از لحاظ فیزیکی و شیمیایی کاملاً شبیه به پلی اتیلن‌های سنتی است که زیست تخریب پذیر نیستند اما می‌توانند بازیابی شوند. گروه تولیدکننده مواد شیمیایی برزیلی براسکم(Braskem) ادعا کرده است که استفاده از متد تولید پلی اتیلن از اتانول نیشکر این شرکت، در هر تن از پلی اتیلن سبز تولیدی، ۲٫۱۵ تن CO² جذب می‌کند.

#### مواد خام اصلاح شده ژنتیکی (Genetically modified feedstocks)
با تبدیل شدن ذرت اصلاح شده ژنتیکی به یک ماده خام رایج، عجیب نیست که بخشی از پلاستیک‌های تجدیدپذیر از آن ساخته شود. تحت تکنولوژی تولید پلاستیک‌های تجدیدپذیر، مدل پلنت فکتوری وجود دارد که با استفاده از ذرت‌های اصلاح شده ژنتیکی یا باکتری اصلاح شده ژنتیکی کارایی را افزایش می‌دهد.

#### پلی هیدروکسی اورتان (Polyhydroxyurethanes)
اخیراً روی تولید پلی اورتان‌های فاقد ایزوسیانات و تجدیدپذیر تأکید زیادی شده است. یک نمونه از آن از عکس العمل طبیعی بین پلی آمین‌ها و کربنات‌های حلقوی برای تولید پلی هیدروکسی اورتان استفاده می‌کند. بر خلاف پلی اورتان‌های شبکه ای پیچ خورده سنتی، پلی هیدروکسی اورتان‌های شبکه پیچ خورده نشان داده شده است که قادر به بازیابی و بازیافت از طریق عکس العمل‌های انتقال دینامیکی کاربامول‌ها هستند.

#### پلیمرهای لیپیدی (Lipid derived polymers)
یک گروه از پلاستیک‌های تجدیدپذیر از گیاهان و حیوانات سنتز شده‌اند، مشتقات چربی و روغن هستند. پلی اورتان‌ها، پلی استرها، رزین اپوکسی و تعدادی از انواع دیگر پلیمرها، با خواص قابل مقایسه نسبت به مواد بر پایه روغن ناخالص و تسویه نشده تولید شده‌اند. آخرین پیشرفت‌ها از تغییر اولفین یک تنوع فزاینده‌ای از مواد خام برای تغییرات اقتصادی در پلیمرها و مونومرهای تجدیدپذیر گشوده است. با رشد تولید روغن‌های گیاهی سنتی، هم جهت با کاهش قیمت روغن‌های مشتق شده از میکرو جلبک‌ها، پتانسیل زیادی در رشد در این حوزه وجود دارد.